# 个溥
个溥（学名：Wrightia sikkimensis）为夹竹桃科倒吊笔属的植物。分布于锡金、印度以及中国大陆的云南、贵州、广西等地，生长于海拔500米至1,500米的地区，多生于山坡的疏林中、丘陵石灰岩上、山地路旁、山谷或潮湿的密林中，目前尚未由人工引种栽培。